# أندرياس يونكر
اندرياس يونكر (بالهولندية: Andries Jonker) (22 سبتمبر 1962 أمستردام هولندا - ) هو لاعب كرة قدم هولندي، يلعب كمدافع.

## روابط خارجية
- هذه المقالة غير مرتبط بويكي بيانات